# خاندان بوفرت
خاندان بوفورت (انگلیسی: House of Beaufort؛ ‏‎/ˈboʊfərt/‎ BOH-fərt) یک خاندان اشرافی انگلیسی است که در قرن چهاردهم میلادی تأسیس گردید و نقش بسیار مهمی در جنگ داخلی انگلستان مشهور به جنگ رزها در قرن پانزدهم بر عهده داشت.